# Дивограй
Ансамбль «Дивограй» Національної філармонії України – український камерно-інструментальний ансамбль, в репертуарі якого — обробки українських народних мелодій, музика народів світу та популярні класичні твори.

## Склад квінтету
- Вадим Чорнокондратенко (кобза, балалайка, сопілка) — заслужений артист України (2013)[1]
- Ніна Чорнокондратенко (домра)
- Роман Онисків (баян)
- Ольга Чорнокондратенко (скрипка)
- Віталій Кириєнко (кобза-бас)

## Загальні відомості
Ансамбль «Дивограй» був створений 1988 року Євгеном і Вадимом Чорнокондратенками (обоє — заслужені артисти України). Євген Дмитрович був керівником ансамблю в 1988—2000 роки. З 2000 року колектив очолює Вадим Чорнокондратенко.
Репертуар ансамблю включає обробки українських народних мелодій, музику народів світу та популярні класичні твори. «Ансамбль „Дивограй“ має різноманітний склад інструментів, який дозволяє виконувати твори як в академічній манері, так і в жанрі народно-інструментального музикування — „троїсті музики“», — відзначається на сайті Національної філармонії України.
Квінтет здійснював записи у фонд Українського радіо. 1992 року були зняті 2 музичні фільми за його участю — «Мандрівка з „Дивограєм“» і «Горить моє серце».
Ансамбль виступав з такими співаками як Григорій Гаркуша, Лідія Кондрашевська, Олександр Василенко, Іван Чайченко, Любов Скоромна, Інеса Яременко.
Гастролювали в Росії, Данії, Швейцарії, Польщі, Швеції.

## Участь у фестивалях
- 1993 — Перший міжнародний фестиваль «Союзу балтійських міст» (Калінінград, Росія)
- 1995 — Фестиваль «Фолкест'95» (Італія)
- 1999 — Фестиваль «Славяне» (Краснодарський край, Росія)